# Frederickena fulva
Frederickena fulva  (лат.) — вид птиц из семейства типичных муравьеловковых (Thamnophilidae). Подвидов не выделяют. Ранее таксон Frederickena fulva считали подвидом Frederickena unduliger (Frederickena unduligera fulva), однако в 2009 году его «повысили» до отдельного вида на основании исследования вокализации.

## Распространение
Распространены в западной Амазонии на территории восточной части Эквадора, юго-восточной Колумбии, на северо-востоке Перу а также, возможно, на крайнем западе Бразилии.

## Описание
Самка в целом коричневато-жёлтая, самец чёрный.